# Abdul Rahim Ayew
Abdul Ibrahim Ayew (Tamale, 1978. április 16. –) ghánai válogatott labdarúgó, aki jelenleg az Asante Kotoko játékosa.

## Család
Édesanyja Maha Ayew, édesapja az ghánai labdarúgó-válogatott Abedi Pelé, nagybátyja Kwame Ayew, testvérei André Ayew, Jordan Ayew és Imani.